# Troja (Fluss)
Die Troja ist ein rechter und gleichzeitig der größte Nebenfluss der Zinna (polnisch Psina, schlesisch Cyna) in Oberschlesien, Polen.

## Verlauf
Die Troja entspringt südwestlich der Stadt Głubczyce (Leobschütz) in den Wiesen südöstlich von Dobieszów (Dobersdorf). Ihr Quellgebiet liegt an einer Wasserscheide, die nach Norden hin in den ebenfalls Trója/Troja genannten Grenzbach zu Tschechien entwässert.
Auf ihrem weiteren Verlauf nach Südosten durchfließt die Troja das Dorf Włodzienin (Bladen), den Marktflecken Nowa Cerekwia (Deutsch Neukirch) und die Stadt Kietrz (Katscher).
Zwischen den Dörfern Cyprzanów (Janowitz), Lekartów und Samborowice (Schammerwitz, alle zu Pietrowice Wielkie) mündet die Troja nach etwa 40 km in die Zinna, kurz bevor diese das Dorf Wojnowice (Woinowitz, zu Krzanowice) passiert.

## Zuflüsse
- Rechte: Kałuża (deutsch Kaluscha)